# Чемпионат СССР по самбо 1990
44-й Чемпионат СССР по самбо проходил в Калинине с 10 по 15 июля 1990 года. Главным судьёй соревнований был Илья Ципурский, главным секретарём — Юрий Шоя.

## Медалисты
| Весовая категория              | Золото                        | Серебро                    | Бронза                                              |
| ------------------------------ | ----------------------------- | -------------------------- | --------------------------------------------------- |
| Наилегчайший вес (до 48 кг)    | Джейхун Мамедов Баку          | Николай Цыпандин Минск     | Виктор Грате Кишинёв Грачик Геворкян Краснодар      |
| Легчайший вес (до 52 кг)       | Гурген Тутхалян Ереван        | Мушвиг Джафаров Баку       | Вардан Восканян Ереван Олег Барсков Дзержинск       |
| Полулёгкий вес (до 57 кг)      | Ильдус Габдулхаков Чайковский | Алексей Архипов Кстово     | Рахим Машарипов Ургенч Натик Багиров Минск          |
| Лёгкий вес (до 62 кг)          | Гагик Казарян Кировокан       | Юлдаш Базаров Калинин      | Дмитрий Трошкин Москва Евгений Васягин Кстово       |
| 1-й полусредний вес (до 68 кг) | Владимир Япринцев Минск       | Олег Бородин Курган        | Александр Трофимов Чебоксары Гия Нацвлишвили Душети |
| 2-й полусредний вес (до 74 кг) | Евгений Посадсков Москва      | Николай Игрушкин Кстово    | Рафик Исмаилов Баку Николай Данилов Кстово          |
| 1-й средний вес (до 82 кг)     | Александр Сидоров Москва      | Гусейн Хайбулаев Краснодар | Владимир Черник Минск Иван Возов Курган             |
| 2-й средний вес (до 90 кг)     | Игорь Сидоркевич Москва       | Аркадий Бузин Владивосток  | Сергей Злобин Керчь М. Новиков Казань               |
| Полутяжёлый вес (до 100 кг)    | Мурат Озов Черкесск           | Эдуард Грамс Минск         | Игорь Смирнов Москва Владимир Румянцев Куйбышев     |
| Тяжёлый вес (свыше 100 кг)     | Малхаз Беруашвили Тбилиси     | Владимир Емельянов Минск   | Хабиль Бикташев Куйбышев Игорь Топалов Донецк       |